# Ryan Leslie
Anthony Ryan Leslie (Washington D.C., 25 september 1978) is een Amerikaanse producer en zanger. Hij is het bekendst geworden door zijn werk voor R&B-zangeres Cassie en haar single "Me & U".

## Biografie
Ryan Leslie is geboren in een multiculturele familie. Leslie is de oudste zoon van moeder Mooi Leslie die van Caribische (o.a. Surinaamse) en Afrikaanse afkomst is, en vader Clement Leslie die ouders heeft gehad uit Barbados en Ierland, maar opgegroeid is in Trinidad. Leslie heeft in diverse staten, steden en landen gewoond. 
Vroeg in zijn leven leerde Leslie zichzelf piano spelen. Hij leerde hoe hij muziek moest componeren en melodieën arrangeren om muziek te maken. Toen hij 14 jaar oud was scoorde Leslie 1600 op zijn SATs-een perfecte score-toen hij op de Bear Creek High School in Stockton, California zat. In 1993 stuurde hij een aanvraag naar 4 universiteiten in California zoals Stanford, Yale en Harvard.
Bij zijn aanvragen legde hij zijn interesse uit om vroeger te vertrekken uit de middelbare school om naar de universiteit te gaan zonder diploma. Hij werd geaccepteerd in alle universiteiten behalve Yale. Uiteindelijk besloot hij om naar Harvard College te gaan. Toen hij 19 jaar oud was studeerde Leslie af bij Harvard met een diploma in Politieke Wetenschappen en Macro-economie.

## Muziek
Tijdens zijn laatste jaar aan Harvard spendeerde Leslie vele uren per week aan het maken van muziek in een kelderstudio op de campus. Hij leerde zichzelf de basistechnieken van het produceren aan en creëerde zijn muzikale stijl. Als de semesters vorderden, spendeerde Leslie steeds meer en meer tijd in de studio om aan zijn muziek te werken. Hij deed ook vele optredens rond de campus en maakte deel uit van Harvard's mannelijke a capella groep The Krokodiloes. Hij zei in vele interviews dat in zijn jaren bij Harvard hij de gewoonte kreeg van slechts 2 tot 3 uur te slapen. Om een inkomen te behouden tijdens deze jaren, verkocht hij instrumentals aan lokale artiesten rond Boston.
Leslie is de oprichter van het marketing- en mediabedrijf NextSelection. In 2004 ontdekte hij R&B-zangeres Cassie, die twee jaar later tekende bij zijn platenlabel NextSelection en bij Bad Boy Records. Leslie schreef en produceerde haar debuutsingle "Me & U" uit 2006, die piekte op nummer drie in de Billboard Hot 100. Hetzelfde deed hij op haar gehele debuut-studioalbum.
Leslie tekende bij Universal Motown Records om zijn eigen debuutalbum Ryan Leslie (2009) uit te brengen, dat kritisch en commercieel matig werd onthaald. Het album werd ondersteund door de singles "Diamond Girl", "Addiction" (met Fabolous en Cassie) en "How It Was Supposed to Be". Dit werd gevolgd door zijn tweede album Transition (2009). In 2012 bracht hij zijn derde album Les Is More uit.
- Bibliothèque nationale de France: cb16027339z (data)
- Gemeinsame Normdatei: 137286414
- International Standard Name Identifier: 0000 0001 1476 0199
- Library of Congress Control Number: no2009176330
- MusicBrainz: 4bbc8087-548d-4484-abd2-5b1f4c1a7940
- Virtual International Authority File: 81498206
- WorldCat: E39PBJd8c7d6wHpkfv8fFkFxjC